# Trajko Rajković
Trajko Rajković (cirílico sérvio:Трајко Рајковић) (Leskovac, 7 de dezembro de 1937 — Liubliana, 28 de maio de 1970) foi um basquetebolista sérvio que integrou a Seleção Iugoslava três mundiais sendo medalha de prata em 1963 e 1967 e medalha de ouro em 1970. Foi membro também da equipe que conquistou a primeira medalha iugoslava no torneio de basquetebol em olimpíadas com a medalha de prata em 1968.
Com passagens no basquetebol italiano, foi considerado o melhor jogador na temporada 1967-68 quando jogava pelo Livorno.
Faleceu aos 33 anos dias após conquistar o Mundial de 1970 vitima de Infarto agudo do miocárdio.